# 胎内第一ダム
胎内第一ダム（たいないだいいちダム）は、新潟県胎内市、二級河川・胎内川水系胎内川に建設されたダム。高さ35メートルの重力式コンクリートダムで、新潟県営の発電用ダムである。新潟県企業局の水力発電所・胎内第一発電所に送水し、最大1万1,000キロワットの電力を発生する。

## 歴史
胎内市を流れる胎内川は、上流で胎内渓谷を形成する急流河川で、豪雪地帯を流れることもあって流域面積の割に河川流量が多い。1957年（昭和32年）、新潟県企業局は急峻な地形と豊富な水量に着目し、胎内川に2基のダムを伴う水力発電所の建設に着手した。上流から順に胎内第一ダム・胎内第二ダムを建設し、それぞれ胎内第一発電所・胎内第二発電所に送水して合計最大1万4,600キロワットの電力を発生させる計画である。
建設工事はまず下流の胎内第二ダムから始まった。1959年（昭和34年）7月、工事中に大雨に見舞われ工期が1か月延び、同年10月に完成。ダム直下の胎内第二発電所が運転を開始した。1960年（昭和35年）には上流で胎内第一ダムの建設に着手。胎内第一発電所はダム式の胎内第二発電所とは異なり、ダムから導水路トンネルで9キロメートル下流に送水し、160メートルの落差を得るダム水路式の水力発電所である。地質が悪くトンネル工事が難航したほか、冬の異常ともいえる豪雪により工期は予定より10か月も延び、1962年（昭和37年）10月に完成した。
それも束の間、1966年（昭和41年）7月および1967年（昭和42年）8月の水害は胎内川流域に大きな被害をもたらした。特に後者は羽越水害と呼ばれ、大雨により増水した胎内川はダムをあふれさせ、発電所を水没させた。胎内第一・第二ダムはともに利水ダムであり、治水能力はない。1976年（昭和51年）、新潟県は胎内第一・第二ダムの中間に胎内川ダムを治水ダムとして新設。さらに、現在は胎内第一ダムの上流に奥胎内ダムを建設中で、2013年（平成25年）に完成する予定である。
このほか、企業局では水資源を有効活用すべく、胎内第二ダム下流の砂防堰堤にS形チューブラ水車発電機を増設し、胎内第三発電所（2,000キロワット）とした。治水ダムであった胎内川ダムにも、風倉発電所（2,000キロワット）が増設された。企業局は建設中の奥胎内ダムにも胎内第四発電所（2,600キロワット）を付設する予定である。

## 周辺
日本海東北自動車道・中条インターチェンジから国道7号（中条黒川バイパス）を北上。胎内川に架かる黒川大橋で右折し、新潟県道53号胎内二王子公園羽黒線を上流に進むと、まず胎内第二ダムが姿を現す。中央に1門だけ設けられた洪水吐ゲートと、片流れの屋根が特徴的である。胎内第二ダムを過ぎると、山の斜面を駆け下りる銀色のパイプ、すなわち胎内第一発電所の水圧鉄管が見えてくる。発電所を過ぎ、治水ダムの胎内川ダムを過ぎると胎内第一ダムに至る。中央に1門だけ設けられた洪水吐ゲートや片流れの屋根など、胎内第二ダムとのデザイン上の共通点を多く見つけることができる。近くには奥胎内ヒュッテがあり、胎内川の源流・飯豊山地への登山口として利用されている。

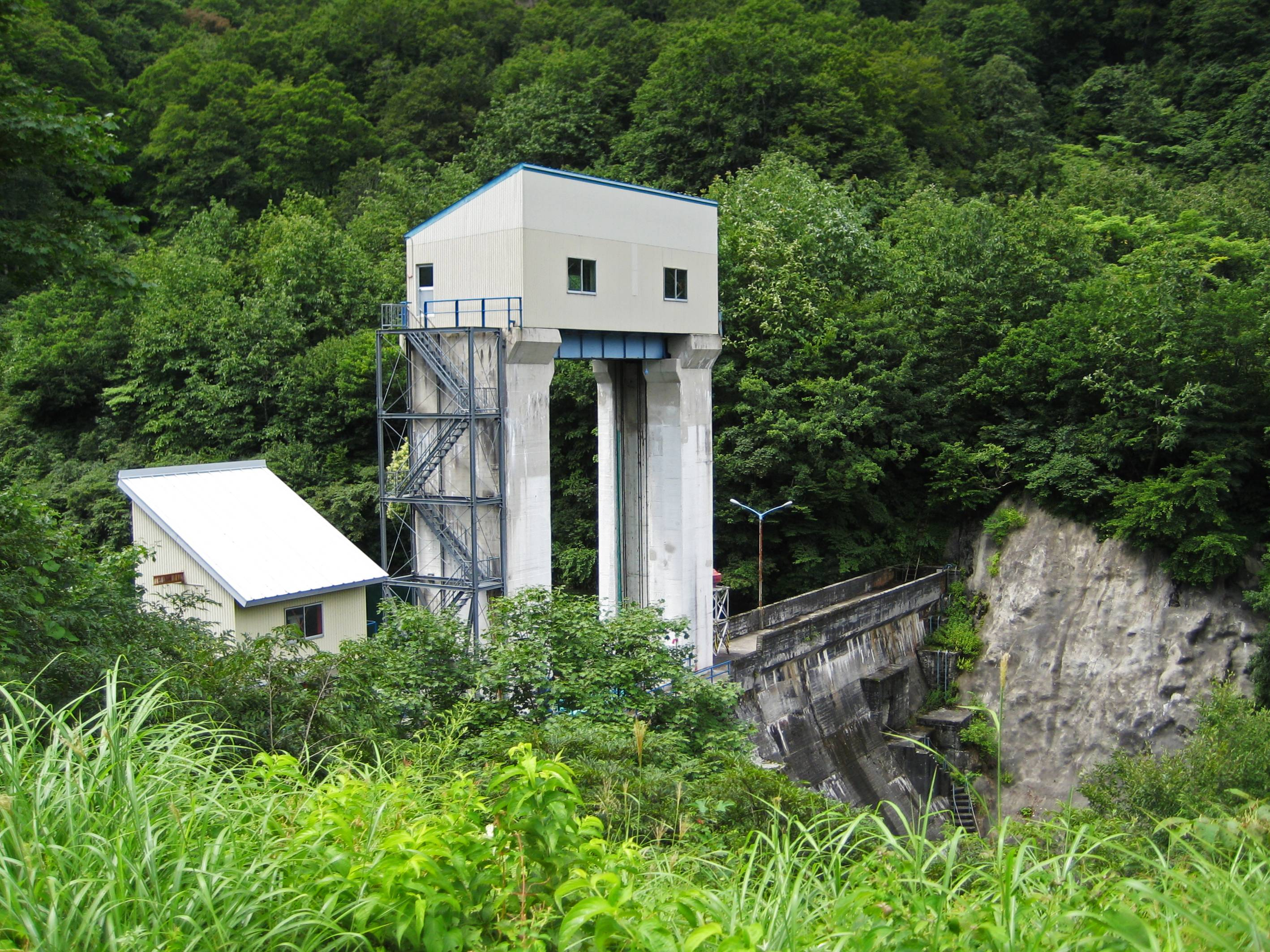
胎内第一ダム
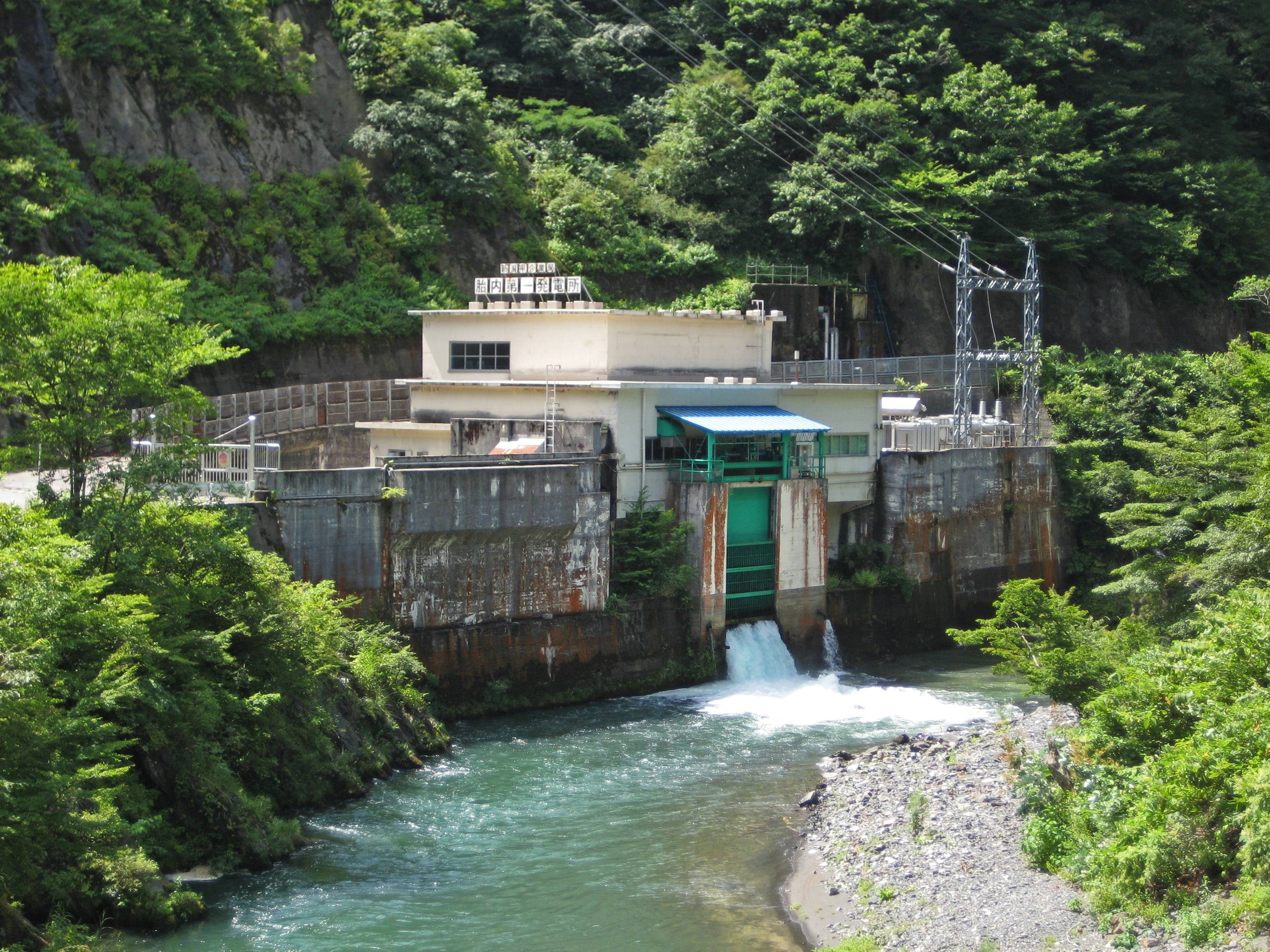
胎内第一発電所